# 指定金融機關
指定金融機關（日语：／ Shitei Kinyu Kikan）是日本地方公共團體指定進行公款收支業務的金融機關。指定金融機關由單一金融機關出任，並須通過議會決議（地方自治法第235條、同施行令第168條）。

## 概要
都道府縣必須設有指定金融機關（施行令第168條第1項），市町村（含特別區）必要時也可指定（施行令第168條第2項）。指定金融機關多由銀行擔任，但地方的市町村則多選擇當地悠久的信用金庫與農業協同組合（信連或地域農協的信用事業部門，也就是所謂的JA銀行）。1個地方公共團體的指定金融機關以1間為限，但可選擇複數金融機關實施1或2年的輪替指定制。
已擔任指定金融機關的金融機關可擔任其他地方公共團體的指定代理金融機關（施行令第168條第3項）。此外，在地方公共團體設有支店的金融機關（包含郵貯銀行與具有代理業務的郵便局儲金窗口）等可擔任收納代理金融機關進行收納業務（施行令第168條第4項）。另一方面，未指定金融機關的市町村，多會指定收納事務處理金融機關以避免降低居民的服務品質（施行令第168條第5項）。
基本上，指定金融機關會將公款管理帳戶設於都道府縣廳舍周邊的營業處（如「縣廳前支店」等）。市區町村由於主要處理出納業務，因此多只設置出納派出所與店外ATM。
負責地方獨立行政法人（與國立大學法人、公立大學法人）出納業務的金融機關也稱「指定金融機關」，但與本條目所述之指定金融機關分屬不同法律規定。

## 手續費問題
過去地方公共團體的指定金融機關，由於可強化地方信用，並且可在無成本的情況下取得巨額公款，吸引各金融機關積極競爭。因此出現如岐阜縣由各地域銀行輪流出任指定金融機關的狀況。另外也曾爆發福岡縣麻生渡知事接受福岡銀行政治獻金的醜聞。
但在1990年代以後金融自由化浪潮下，由多間金融機關之間進行利率競爭成為常態化，指定金融機關業務不再像過去如此有利可圖，各銀行也開始評估收納業務等產生的成本。
擔任九成都道府縣、六成地方公共團體之指定金融機關的64間地方銀行，由於向地方公共團體提出免費或極為低廉的手續費優惠，每年的支出總計高達1000億日圓，完全入不敷出。
舉例來說，地方公共團體向指定金融機關所支付的付款票據或帳戶支出手續費，每一件不到10日圓甚至是免手續費。與郵便局（民營化後的郵貯銀行）、超商或Pay-easy相比明顯過於低廉。
因此，全國地方銀行協會每年都向地方公共團體五團體要求提高手續費。然而，雖然銀行一直要求提高手續費，但目前尚未有銀行辭去都道府縣及政令指定都市等級的指定金融機關。

## 指定金融機關一覧

### 都道府縣
| 縣名     | 銀行名                                            |
| -------- | ------------------------------------------------- |
| 北海道   | 北洋銀行 （繼承北海道拓殖銀行）                   |
| 青森縣   | 青森銀行                                          |
| 岩手縣   | 岩手銀行                                          |
| 宮城縣   | 七十七銀行                                        |
| 秋田縣   | 秋田銀行                                          |
| 山形縣   | 山形銀行                                          |
| 福島縣   | 東邦銀行                                          |
| 茨城縣   | 常陽銀行                                          |
| 栃木縣   | 足利銀行                                          |
| 群馬縣   | 群馬銀行                                          |
| 埼玉縣   | 埼玉里索那銀行 （原埼玉銀行→朝日銀行）            |
| 千葉縣   | 千葉銀行                                          |
| 東京都   | 瑞穗銀行 （原富士銀行）                           |
| 神奈川縣 | 橫濱銀行                                          |
| 新潟縣   | 第四銀行                                          |
| 富山縣   | 北陸銀行                                          |
| 石川縣   | 北國銀行                                          |
| 福井縣   | 福井銀行                                          |
| 山梨縣   | 山梨中央銀行                                      |
| 長野縣   | 八十二銀行                                        |
| 岐阜縣   | 大垣共立銀行                                      |
| 靜岡縣   | 靜岡銀行                                          |
| 愛知縣   | 三菱UFJ銀行 （原東海銀行→UFJ銀行）                |
| 三重縣   | 百五銀行                                          |
| 滋賀縣   | 滋賀銀行                                          |
| 京都府   | 京都銀行                                          |
| 大阪府   | 里索那銀行 （原大和銀行）                         |
| 兵庫縣   | 三井住友銀行 （原神戶銀行→太陽神戶銀行→櫻花銀行） |
| 奈良縣   | 南都銀行                                          |
| 和歌山縣 | 紀陽銀行                                          |
| 鳥取縣   | 山陰合同銀行                                      |
| 島根縣   | 山陰合同銀行                                      |
| 岡山縣   | 中國銀行                                          |
| 廣島縣   | 廣島銀行                                          |
| 山口縣   | 山口銀行                                          |
| 德島縣   | 阿波銀行                                          |
| 香川縣   | 百十四銀行                                        |
| 愛媛縣   | 伊予銀行                                          |
| 高知縣   | 四國銀行                                          |
| 福岡縣   | 福岡銀行                                          |
| 佐賀縣   | 佐賀銀行                                          |
| 長崎縣   | 十八銀行                                          |
| 長崎縣   | 親和銀行                                          |
| 熊本縣   | 肥後銀行                                          |
| 大分縣   | 大分銀行                                          |
| 宮崎縣   | 宮崎銀行                                          |
| 鹿兒島縣 | 鹿兒島銀行                                        |
| 沖繩縣   | 沖繩銀行                                          |
| 沖繩縣   | 琉球銀行                                          |

- 長崎縣、沖繩縣為2行輪番制。銀行在非輪值年度擔任指定代理金融機關（日语：指定代理金融機関）。

### 政令指定都市
| 市名     | 銀行名                                                                            |
| -------- | --------------------------------------------------------------------------------- |
| 札幌市   | 北洋銀行 （繼承北海道拓殖銀行）                                                   |
| 仙台市   | 七十七銀行                                                                        |
| 埼玉市   | 埼玉里索那銀行 （原埼玉銀行→朝日銀行）                                            |
| 千葉市   | 千葉銀行                                                                          |
| 橫濱市   | 橫濱銀行                                                                          |
| 川崎市   | 橫濱銀行                                                                          |
| 相模原市 | 橫濱銀行                                                                          |
| 新潟市   | 第四銀行                                                                          |
| 靜岡市   | 靜岡銀行 （西曆奇數年度）                                                         |
| 靜岡市   | 清水銀行 （西曆偶數年度）                                                         |
| 濱松市   | 静岡銀行                                                                          |
| 名古屋市 | 三菱UFJ銀行 （原東海銀行→UFJ銀行）                                                |
| 京都市   | 三菱UFJ銀行 （原三和銀行→UFJ銀行）                                                |
| 大阪市   | 瑞穗銀行 （原富士銀行）                                                           |
| 大阪市   | 三菱UFJ銀行 （原三和銀行→UFJ銀行）                                                |
| 大阪市   | 三井住友銀行 （原住友銀行）                                                       |
| 大阪市   | 里索那銀行 （原大和銀行）                                                         |
| 堺市     | 三菱UFJ銀行 （原三和銀行→UFJ銀行）                                                |
| 神戶市   | 三井住友銀行 （原神戶銀行→太陽神戶銀行→櫻花銀行）                                 |
| 岡山市   | 中國銀行                                                                          |
| 廣島市   | 廣島銀行                                                                          |
| 北九州市 | 瑞穗銀行 （原富士銀行，2013年度以前的西曆奇數年度、2016年度、2020年度、2024年度） |
| 北九州市 | 福岡銀行 （2014年度以前的西曆偶數年度、2018年度、2022年度、2026年度）             |
| 北九州市 | 西日本都市銀行 （2015年度、2019年度、2023年度）                                   |
| 北九州市 | 北九州銀行 （2017年度、2021年度、2025年度）                                       |
| 福岡市   | 福岡銀行                                                                          |
| 熊本市   | 肥後銀行                                                                          |

- 靜岡市為2行、大阪市與北九州市為4行輪番制。銀行在非輪值年度擔任指定代理金融機關（日语：指定代理金融機関）。